# Grand Prix Bahrajnu
Grand Prix Bahrajnu (anglicky Bahrain Grand Prix, arabsky جائزة البحرين الكبرى‎) je jedním ze závodů mistrovství světa vozů Formule 1, pořádané Mezinárodní automobilovou federací. Termínem pořádání je obvykle měsíc březen nebo duben a místem je trať Bahrain International Circuit ve městě Sachír.

## Vítězové Grand Prix Bahrajnu

### Opakovaná vítězství (jezdci)
| Počet vítězství | Jezdec           | Roky                         |
| --------------- | ---------------- | ---------------------------- |
| 5               | Lewis Hamilton   | 2014, 2015, 2019, 2020, 2021 |
| 4               | Sebastian Vettel | 2012, 2013, 2017, 2018       |
| 3               | Fernando Alonso  | 2005, 2006, 2010             |
| 2               | Felipe Massa     | 2007, 2008                   |
| 2               | Max Verstappen   | 2023, 2024                   |

### Opakovaná vítězství (týmy)
| Počet vítězství | Konstruktér | Roky                                     |
| --------------- | ----------- | ---------------------------------------- |
| 7               | Ferrari     | 2004, 2007, 2008, 2010, 2017, 2018, 2022 |
| 6               | Mercedes    | 2014, 2015, 2016, 2019, 2020, 2021       |
| 4               | Red Bull    | 2012, 2013, 2023, 2024                   |
| 2               | Renault     | 2005, 2006                               |

### Opakovaná vítězství (dodavatelé motorů)
| Počet vítězství | Dodavatel  | Roky                                           |
| --------------- | ---------- | ---------------------------------------------- |
| 8               | Mercedes   | 2009, 2014, 2015, 2016, 2019, 2020, 2021, 2025 |
| 7               | Ferrari    | 2004, 2007, 2008, 2010, 2017, 2018, 2022       |
| 4               | Renault    | 2005, 2006, 2012, 2013                         |
| 2               | Honda RBPT | 2023, 2024                                     |

### Vítězové v jednotlivých letech
| Rok  | Jezdec             | Konstruktér         | Trať                        | Výsledky  |
| ---- | ------------------ | ------------------- | --------------------------- | --------- |
| 2025 | Oscar Piastri      | McLaren-Mercedes    | Sakhir (Grand Prix Circuit) | Výsledky  |
| 2024 | Max Verstappen     | Red Bull-Honda RBPT | Sakhir (Grand Prix Circuit) | Výsledky  |
| 2023 | Max Verstappen     | Red Bull-Honda RBPT | Sakhir (Grand Prix Circuit) | Výsledky  |
| 2022 | Charles Leclerc    | Ferrari             | Sakhir (Grand Prix Circuit) | Výsledky  |
| 2021 | Lewis Hamilton     | Mercedes            | Sakhir (Grand Prix Circuit) | Výsledky  |
| 2020 | Lewis Hamilton     | Mercedes            | Sakhir (Grand Prix Circuit) | Výsledky  |
| 2019 | Lewis Hamilton     | Mercedes            | Sakhir (Grand Prix Circuit) | Výsledky  |
| 2018 | Sebastian Vettel   | Ferrari             | Sakhir (Grand Prix Circuit) | Výsledky  |
| 2017 | Sebastian Vettel   | Ferrari             | Sakhir (Grand Prix Circuit) | Výsledky  |
| 2016 | Nico Rosberg       | Mercedes            | Sakhir (Grand Prix Circuit) | Výsledky  |
| 2015 | Lewis Hamilton     | Mercedes            | Sakhir (Grand Prix Circuit) | Výsledky  |
| 2014 | Lewis Hamilton     | Mercedes            | Sakhir (Grand Prix Circuit) | Výsledky  |
| 2013 | Sebastian Vettel   | Red Bull-Renault    | Sakhir (Grand Prix Circuit) | Výsledky  |
| 2012 | Sebastian Vettel   | Red Bull-Renault    | Sakhir (Grand Prix Circuit) | Výsledky  |
| 2011 | Nejelo se          | Nejelo se           | Nejelo se                   | Nejelo se |
| 2010 | Fernando Alonso    | Ferrari             | Sakhir (Endurance Circuit)  | Výsledky  |
| 2009 | Jenson Button      | Brawn-Mercedes      | Sakhir (Grand Prix Circuit) | Výsledky  |
| 2008 | Felipe Massa       | Ferrari             | Sakhir (Grand Prix Circuit) | Výsledky  |
| 2007 | Felipe Massa       | Ferrari             | Sakhir (Grand Prix Circuit) | Výsledky  |
| 2006 | Fernando Alonso    | Renault             | Sakhir (Grand Prix Circuit) | Výsledky  |
| 2005 | Fernando Alonso    | Renault             | Sakhir (Grand Prix Circuit) | Výsledky  |
| 2004 | Michael Schumacher | Ferrari             | Sakhir (Grand Prix Circuit) | Výsledky  |